# Гарзон, Джордж
Джордж Гарзон (англ. George Garzone; род. 23 сентября 1950 г., Бостон) — американский джазовый музыкант, преподаватель и саксофонист.
Член коллектива The Fringe, джазового трио, основанного в 1972 году. Основные участники: басист Джон Локвуд и барабанщик Боб Гуллотти. Группа выпустила несколько альбомов. Гарзон появлялся в более чем 20 записях.

## Биография
В шесть лет Гарзон начал увлекаться игрой на тенор-саксофоне, играл в семейной группе и посещал музыкальную школу в Бостоне. Гастролировал по Европе с Джамаладдином Такума и выступал с Данило Пересом, Джо Ловано, Джеком Де Джонеттом, Рейчелом Зи, и Рэтдогом Бобом Вейром и Джон Патитуччи.
Преподаватель джаза в музыкальном колледже Беркли, в Консерватории Новой Англии, возглавляет Нью-Йоркский Университет и Новую школу джаза и современной музыки. В число его учеников входят такие знаменитые саксофонисты, как Джошуа Редман, Брэнфорд Марсалис, Минди Абайр, Тедросс Эйвери, Лучана Соуза, Марк Тёрнер, Донни Макказлин, Дуг Йейтс, Данило Перес, и Аксель Джамиль Хачади и др.
В 1995 году в Нью-Йорке записывал трибьют-альбом Стэну Гетцу под названием Four’s and Two’s. Год спустя записывается уже с Джо Ловано, который поставил ему четыре звезды в знаменитом джазовом американском журнале Down Beat. А в 1999 году Гарзон вернулся с произведением Moodiology. Fringe была создана в Нью-Йорке летом 2000 года. Он является членом нонета премии Грэмми Джо Ловано, выступал и записывался с этой группой в Village Vanguard в сентябре 2002 года.